# Karl Friedrich Wilhelm Erbstein
Karl Friedrich Wilhelm Erbstein (* 1. Februar 1757 in Wehlen bei Pirna; † 9. Juli 1836 in Dresden) war ein deutscher Buchhändler, Historiker und Numismatiker.
Karl Friedrich Wilhelm Erbstein, Sohn des Pfarrers Johann Christoph Erbstein (1720–1805), genoss eine häusliche Erziehung bei einem Onkel und seinem Vater und besuchte die Kreuzschule in Dresden. Von 1777 bis 1780 studierte er an der Universität Leipzig zunächst Theologie, anschließend in Leipzig und Dresden Medizin. Seit 1784 arbeitete er als Buchhändler und Verleger in Meißen, 1799 bis 1801 unterhielt er auch eine Filiale in Lübben. 1802 erhielt er an der Universität Wittenberg den Ehrendoktor der Philosophie. 1808 musste er nach gesundheitlichen und finanziellen Problemen seine Buchhandlung in Meißen schließen. Seit 1810 lebte er als Privatgelehrter in Dresden, wo er von 1814 bis zum Ruhestand 1817 Kassenbeamter der Straf- und Versorgungsanstalten wurde.
In seiner Schriften beschäftigte er sich vor allem mit der Geschichte und Numismatik Sachsens. Als Erster entdeckte er Münzen der Burggrafen von Dohna und konnte somit nachweisen, dass die Donins das Münzrecht besaßen. Erbstein setzte sich auch für den Erhalt sächsischer Geschichtsdenkmäler ein, so der Kapelle der Burg Landsberg oder das Moritzmonument in Dresden.
Anlässlich des 2. Vereinstags deutscher Münzforscher in Wien wurde 1883 von Anton Scharff eine Gedenkmedaille aus Silber, Bronze und Nickel hergestellt. Dargestellt sind auf der Vorderseite Erbstein im Brustbild links und auf der Rückseite eine stehende weibliche Figur – als Personifikation der Altertumskunde – lesend an antiken Fragmenten.
Erbsteins Nachkommen blieben den historischen Wissenschaften und insbesondere der Numismatik treu. Sein Sohn Julius Theodor Erbstein (1803–1882) wurde Archivar und betätigte sich auf dem Gebiet der Numismatik. Dessen Söhne Albert Erbstein (1840–1890) und Julius Erbstein (1838–1907) waren ebenfalls Numismatiker und leiteten Dresdner Museen.

## Veröffentlichungen (Auswahl)
- mit Joachim Christoph Friedrich Schulz: Almanach für Belletristen und Belletristinnen für 1782. Meißen 1782.
- Numismatische Bruchstücke in Bezug auf sächsische Geschichte. Band 1–3. Dresden 1816–1828.